# Č
Č ، č یک نویسهٔ الفبای لاتین می‌باشد، برساخته از یک C با هفتکی بر فراز آن. در سامانه‌های نگارشی چندی از این نویسه بهره می‌برند و عمدتاً هم نشان‌دهندهٔ آوای [t͡ʃ] می‌باشد.
ابداع این نویسه مربوط به سدهٔ پانزدهم میلادی است که یان هوس که تحولی را در الفبای چکی پدید آورد آن را برساخت. از سدهٔ نوزدهم در الفبای کروات از این حرف بهره برده شده‌است.
در نویسه‌گردانی سیریلیک به لاتین، این حرف جایگزین Ч می‌شود. حرف Č یکی از سی حرف در دبیره پارسی لاتین است و واج آن (چ) می‌باشد.